# Antsirabe
För andra betydelser, se Antsirabe (olika betydelser).
Antsirabe är en stad i regionen Vakinankaratra i den centrala delen av Madagaskar. Staden hade 246 354 invånare vid folkräkningen 2018, på en yta av 132,94 km². Den är belägen på Tsiafajavonas sluttningar, landets näst högsta bergstopp i Ankaratramassivet, cirka 120 kilometer sydväst om Antananarivo. Antsirabe är huvudort i regionen Vakinankaratra och ligger i en region med viktiga näringar såsom fruktodling (äpplen och vindruvor), mjölkboskaps- och grisuppfödning samt hönserier.